# Servische propaganda tijdens de oorlogen in Joegoslavië
De rol van de Servische propaganda tijdens de oorlogen in Joegoslavië is een van de punten in de aanklacht van het Joegoslavië-tribunaal tegen de Joegoslavische leider Slobodan Milošević. Het betreft hier het bewust verspreiden van onjuiste boodschappen via de Servische staatsmedia van etnisch gefundeerde aanvallen door Bosnische moslims en Kroaten tegen de Servische bevolking.
Volgens hoogleraar Renaud de la Brosse van de Universiteit van Reims in Frankrijk en een getuige die opgeroepen was door de officier van justitie van het Joegoslavië-tribunaal, begonnen Milošević' inspanningen om controle over de media te krijgen in 1986-87, een proces dat voltooid werd in 1991. Volgens De la Brosse gebruikten de Servische autoriteiten de media als wapen in hun militaire campagne: "Vooral in Servië vormde het gebruik van media voor nationalistische doeleinden een onderdeel van een goed doordacht plan en maakte het deel uit van een veroveringsstrategie en identiteitsbevestiging."
Volgens De la Brosse definieerden de Serviërs de nationalistische ideologie langs de weg van een historische mythe die gebaseerd was op gedeeltelijk de nederlaag van Servië door het Ottomaanse Rijk bij de Slag op het Merelveld en voor het andere deel op de genocide van de Kroatische ustaša's, waar de Serviërs in de Tweede Wereldoorlog onder te lijden hadden. Het toenemend Kroatisch nationalisme en het Kroatische verlangen naar onafhankelijkheid wakkerden de angst aan in vooral de regio's in Kroatië met een Servische meerderheid. Er werd een nieuwe Servische identiteit gecreëerd en daarnaast veranderden Kroaten in ustaša's en moslims in Turken.